# 한일버스
한일버스(韓逸―)는 대전광역시의 시내버스 회사이다. 본사는 대전광역시 대덕구 신탄진로315번길 72(신대동) 신대공영차고지에 있으며 2021년 기준으로 총 5개 노선, 예비차량 포함 42대를 운행하고 있다.

## 역사
1979년 8월 10일 계룡버스로부터 차량 38대를 양수하여 평화교통로 설립하였으며, 1983년 비래동으로 차고지를 이전하면서 현재의 사명으로 변경하였다. 기존의 비래동 차고지가 협소하고 주택가에 위치하여 소음과 매연으로 인한 민원이 꾸준히 제기에 따라 2003년 구 서진운수가 사용하던 신탄진동 현재의 차고지로 이전하였으나 2013년 신대공영차고지로 다시 이전하였다.

## 운행 노선
- ● 74번: CJ대한통운 ~ 장동2구
- ● 104번: 수통골 ~ 탄방역
- ● 202번: 대전역동광장 ~ 신도안면(경익운수와 공동운행)
- ● 611번: 신대공영차고지 ~ 세천공원
- ● 706번: CJ대한통운 ~ 목원대학교
- ● 916번: 서남부터미널 ~ 만년동(국민버스과 공동운행)

## 보유차량
국민버스과 대전교통처럼 전 차종이 자일대우버스였으나 2016년부터 현대자동차로 출고하기 시작하였다.
- 자일대우버스
  - 자일대우 NEW BS090
  - 자일대우 NEW BS106
  - 자일대우 NEW BS110

- 현대자동차
  - 현대 그린시티
  - 현대 뉴 슈퍼에어로시티
  - 현대 저상 뉴 슈퍼에어로시티
  - 현대 일렉시티

## 사진

대전시내버스 711번 (대차 전)